# حزب تحرير فلسطين
حزب تحرير فلسطين (FPP) هو تحالف سياسي أوروبي أسسته أحزاب الأقلية المسلمة المؤيدة للفلسطينيين في بلجيكا وفرنسا وألمانيا وهولندا وإسبانيا والسويد. وشاركت هذه الأحزاب في انتخابات البرلمان الأوروبي عام 2024 تحت شعار فلسطين الحرة. ولم يحصل أي حزب من أحزاب الحزب على مقعد واحد في الانتخابات.

## الأيديولوجية
الهدف المعلن لحزب تحرير فلسطين هو رفع الوعي بشأن عواقب حرب غزة ودعوة الاتحاد الأوروبي إلى اتخاذ إجراءات أكثر حسماً ضد إسرائيل.
يزعم حزب تحرير فلسطين أنه يؤيد فكرة حل الدولتين للصراع الإسرائيلي الفلسطيني. ولتحقيق هذا الهدف، يدعو أعضاؤها إلى الحوار بين مختلف الأطراف المعنية، بما في ذلك حماس.
بالإضافة إلى القضية الفلسطينية، يتضمن برنامج الشراكة بين القطاعين العام والخاص مقترحات في مجال البيئة ومكافحة التهرب الضريبي والتمييز.

## تاريخ
قدم ائتلاف الأحزاب برنامجه في 19 مارس 2024 في بروكسل. نجيب أزرغي، مؤسس اتحاد الديمقراطيين المسلمين الفرنسيين، دعا أوروبا إلى "الالتزام بوعودها بالسلام في القارة وفي جميع أنحاء العالم". وحسب قوله، ينبغي على الاتحاد الأوروبي، بصفته أكبر شريك تجاري لإسرائيل، فرض عقوبات عليها للتوصل إلى حل تفاوضي للصراع.

## الأحزاب الأعضاء
| البلد   | الحزب | الحزب                                                                         | اختصار           | الأيديولوجيا                                                                          | الموقف السياسي        |
| ------- | ----- | ----------------------------------------------------------------------------- | ---------------- | ------------------------------------------------------------------------------------- | --------------------- |
| بلجيكا  |       | الفريق فواد أهيدار                                                            | التلفزيون        | المصالح المسلمةالعديد الثقافاتالمضاد للصهيونية معارضة الصهيونية                       | الوسط اليسرى\| نعم    |
| فرنسا   |       | اتحاد الديمقراطيين المسلمين الفرنسيين Union des démocrates musulmans français | المفوضية الدولية | المصالح المسلمةمناهضة للإمبرياليةمناهضة الصهيونيةمناهضة الاستعمار المعارضة للإستعمار  | خارج البرلمان         |
| ألمانيا |       | تحالف الابتكار والعدالة Bündnis für Innovation und Gerechtigkeit              | كبيراً            | المصالح المسلمةالإسلام السياسي المحافظين الاجتماعيين                                  | خارج البرلمان         |
| هولندا  |       | نيدا                                                                          | نيدا             | المصالح المسلمون الديمقراطية الإسلامية التقدم ضد الصهيونية المصالح المغربية الهولندية | المزاج\|خارج البرلمان |
| إسبانيا |       | الحزب الأندلس Partido Andalusí                                                | (ب)              | المصالح المسلمةالمنطقةيةالالولوسيةالمصالح المغربيةالإسبانية                           | خارج البرلمان         |
| السويد  |       | حفلة النوايا Partiet Nyans                                                    | (بني)            | المصالح المسلمةالعديد الثقافات السياسة الهوية الإسلامية                               | المزاج\|خارج البرلمان |